# Ризанек, Леони
Леопольдина «Леони» Ризанек (нем. Leonie Rysanek; 14 ноября 1926, Вена — 7 марта 1998, там же) — австрийская оперная певица, драматическое сопрано.
На оперной сцене дебютировала в 1949 году в Инсбруке. В 1951 году Виланд Вагнер пригласил её на вновь открывшийся Байрёйтский фестиваль, предложив партию Зиглинды в «Валькирии»; дирижировал Герберт фон Караян. Эта партия, сразу сделавшая певицу звездой, стала одной из важнейших в её карьере.
Наибольшую известность принесли Ризанек партии в операх Рихарда Штрауса — Саломея, Электра и Хрисофемида («Электра»), Маршальша («Кавалер розы»), Ариадна («Ариадна на Наксосе»), Императрица («Женщина без тени»).
В 1959 году дебютировала в Метрополитен-опере в партии леди Макбет, заменив «уволенную» Марию Каллас; на этой сцене Леони Ризанек выступала до января 1996 года.
В последний раз Ризанек вышла на сцену в августе 1996 года на Зальцбургском фестивале в партии Клитемнестры («Электра»). После ухода со сцены была назначена на пост куратора Венского фестиваля, который занимала до конца жизни.
В период последних выступлений в Метрополитен-опера певице диагностировали рак кости, от которого она и скончалась. Через два дня после её смерти в Метрополитен-опере прошёл спектакль «Лоэнгрин» с Беном Хеппнером, посвящённый памяти певицы.